# Corbin City
Corbin City és una població dels Estats Units a l'estat de Nova Jersey. Segons el cens del 2008 tenia 520 habitants.

## Demografia
Segons el cens del 2000, Corbin City tenia 468 habitants, 172 habitatges, i 120 famílies. La densitat de població era de 22,9 habitants/km².
Dels 172 habitatges en un 37,2% hi vivien nens de menys de 18 anys, en un 56,4% hi vivien parelles casades, en un 8,7% dones solteres, i en un 29,7% no eren unitats familiars. En el 22,7% dels habitatges hi vivien persones soles el 8,7% de les quals corresponia a persones de 65 anys o més que vivien soles. El nombre mitjà de persones vivint en cada habitatge era de 2,72 i el nombre mitjà de persones que vivien en cada família era de 3,21.
Per edats la població es repartia de la següent manera: un 29,9% tenia menys de 18 anys, un 4,9% entre 18 i 24, un 29,3% entre 25 i 44, un 25,4% de 45 a 60 i un 10,5% 65 anys o més.
L'edat mediana era de 36 anys. Per cada 100 dones de 18 o més anys hi havia 105 homes.
La renda mediana per habitatge era de 47.083 $ i la renda mediana per família de 56.000 $. Els homes tenien una renda mediana de 35.938 $ mentre que les dones 27.250 $. La renda per capita de la població era de 21.321 $. Cap de les famílies i el 4,9% de la població estaven per davall del llindar de pobresa.

## Poblacions més properes
El següent diagrama mostra les poblacions més properes.